# Terastia diversalis
Terastia diversalis is een vlinder uit de familie van de grasmotten (Crambidae), uit de onderfamilie van de Spilomelinae. De wetenschappelijke naam van deze soort is voor het eerst voorgesteld als Agathodes diversalis door Francis Walker in een publicatie uit 1866.
De soort komt voor in India (West-Bengalen).